# EL*KE
EL*KE est un groupe de rock allemand. Le groupe est actif entre 2003 et 2009.

## Biographie
Les membres sont originaires de Haren et déménagent à Berlin à la fin de 2002. Ils forment le groupe en 2003. 
Le premier single, Adrenalin, sort le 4 avril 2005, suivi de Dach le 25 juillet. Le premier album, Wilder Westen, paraît le 8 août 2005. Le groupe se fait connaître notamment grâce à un concert lors de la Boarderweek à Val Thorens. Le 10 septembre 2005, il se produit au dernier concert de la tournée Friss oder stirb Tour de Die Toten Hosen, en première partie en compagnie de New Model Army et Beatsteaks. Il est présent au Taubertal-Festival. EL*KE emporte en mai 2006 la deuxième place du Jägermeister Rock:Liga, dont le critère est les cris du public. Il finit 0,3 dB derrière Deichkind. Cependant le jury composé de Markus Kavka, animateur de MTV, et de l'acteur Jürgen Vogel, lui attribue le prix du meilleur spectacle rock.
En janvier 2007, sort le deuxième album, Wir müssen hier raus, pour lequel ils partent en tournée. Pour le film La Vague sorti en 2008, EL*KE fait une reprise de Rock 'n' Roll High School des Ramones. Jürgen Vogel en est l'acteur principal. L'album Häuser stürzen vient le 4 juillet 2008. Farin Urlaub est l'auteur du morceau Warum auch immer. EL*KE fait la première partie de Billy Idol ainsi que d'Iggy Pop et The Stooges en Allemagne. Il joue au Rock im Park et au Rock am Ring.
À l'exception d'une participation au Rüt'n Rock Open Air à la fin de l'été 2011 à Haren, le groupe cesse d'être actif en 2009. Ses membres se tournent vers d'autres activités. Mücke joue lors de concerts de Madsen, Hubi s'engage dans des projets (Bella Wreck, this love is deadly, Serge from France) et Peter fait une carrière solo. 
En 2001, ils avaient un groupe parallèle Swamphead ; les chansons faites alors sortent en 2015 dans un album ...Alive.

## Membres
- Peter Bolmer - chant, basse, guitare
- Martin « Mücke » Krüssel - guitare, chant, basse
- Hubert « Hubi » Deters - batterie

## Discographie
- 2005 : Wilder Westen
- 2006 : Elke Live (EP)
- 2007 : Wir müssen hier raus
- 2008 : Häuser stürzen ein